# Morto tra una settimana (o ti ridiamo i soldi)
Morto tra una settimana (o ti ridiamo i soldi) (Dead in a Week: Or Your Money Back) è un film del 2018 diretto da Tom Edmunds.
Pellicola presentata alla Festa del Cinema di Roma, prodotta da Daniel-Konrad Cooper e Nick Ashdon ed interpretato da Aneurin Barnard, Freya Mavor, e Tom Wilkinson.
Compositori della colonna sonora sono Guy Garvey (cantante degli Elbow), Peter Jobson e Paul Saunderson.

## Trama
Un giovane ragazzo depresso, che ha già tentato il suicidio dieci volte senza mai riuscirci, affida a un killer professionista il compito di ucciderlo. Il ragazzo firma un accordo irrevocabile: entro una settimana sarà morto, altrimenti gli sarà restituito il denaro pagato per il progetto.
Poco dopo la firma del contratto, però, una casa editrice si mette in contatto con il giovane per pubblicare il romanzo che ha scritto riguardante i suoi tentativi di suicidio. Per il ragazzo è una nuova e bella opportunità che lo porta a voler rinunciare al suo progetto suicida: il contratto con il killer, però, è irrevocabile.